# Grande Fratello (quarta edizione)
La quarta edizione del reality show Grande Fratello è andata in onda in diretta in prima serata su Canale 5 dal 22 gennaio al 6 maggio 2004, ed è stata una delle due che sono andate in onda nel 2004. È durata 106 giorni, ed è stata condotta per la seconda volta consecutiva da Barbara D'Urso, e con la partecipazione dell'inviato Marco Liorni per la quarta volta consecutiva.
L'edizione è stata vinta da Serena Garitta, che si è aggiudicata il montepremi di 221 676 €.

## Concorrenti
L'età dei concorrenti si riferisce al momento dell'ingresso nella casa.
| Concorrente          | Età     | Professione                 | Luogo di nascita | Stato                |
| -------------------- | ------- | --------------------------- | ---------------- | -------------------- |
| Serena Garitta       | 25 anni | Istruttrice di fitness      | Genova           | Vincitrice           |
| Patrick Ray Pugliese | 26 anni | Studente                    | Teheran          | Secondo classificato |
| Katia Pedrotti       | 25 anni | Agente                      | Sondrio          | Terza classificata   |
| Tommaso Vianello     | 30 anni | Disc jockey                 | Venezia          | Eliminato            |
| Carolina Marconi     | 25 anni | Manager                     | Caracas          | Eliminata            |
| Ascanio Pacelli      | 30 anni | Golfista                    | Roma             | Eliminato            |
| Bruno Del Turco      | 40 anni | Venditore ambulante         | Ancona           | Eliminato            |
| Robert Minicozzi     | 25 anni | Meccanico                   | Adelaide         | Eliminato            |
| Ilaria Turi          | 19 anni | Studentessa                 | Taranto          | Eliminata            |
| Domenico Turi        | 44 anni | Imprenditore                | Taranto          | Eliminato            |
| Erika Braidich       | 22 anni | Operatrice turistica        | Spoleto          | Eliminata            |
| Letizia Lezza        | 29 anni | Parrucchiera                | Pisa             | Eliminata            |
| Romina Ersini        | 33 anni | Agente di telecomunicazioni | Buenos Aires     | Eliminata            |
| Renato Celli         | 28 anni | Studente                    | Rimini           | Eliminato            |
| Carmen Meja          | 24 anni | Cubista                     | Santo Domingo    | Eliminata            |

## Tabella delle nomination
|             | Settimana 1           | Settimana 2              | Settimana 3              | Settimana 4               | Settimana 5                     | Settimana 6                | Settimana 7                 | Settimane 8/9            | Settimane 10/11         | Settimana 12              | Settimana 13                  | Settimana 14            | Ultima settimana                  | Ultima settimana                  | Numero totale di nomination |
| ----------- | --------------------- | ------------------------ | ------------------------ | ------------------------- | ------------------------------- | -------------------------- | --------------------------- | ------------------------ | ----------------------- | ------------------------- | ----------------------------- | ----------------------- | --------------------------------- | --------------------------------- | --------------------------- |
| Serena      | Carmen                | Niente nomination        | Letizia Tommaso          | Letizia Patrick           | Ascanio Patrick                 | Bruno Domenico Robert      | Ascanio Tommy               | Ascanio Robert Tommy     | Bruno Tommy             | Ascanio Tommaso           | Patrick Tommaso               | Patrick Tommaso         | Vincitrice (Giorno 106)           | Vincitrice (Giorno 106)           | 25                          |
| Patrick     | Carolina              | Niente nomination        | Domenico Ilaria          | Domenico Ilaria           | Domenico Ilaria                 | Carolina Ilaria Katia      | Bruno Robert                | Ascanio Carolina Robert  | Carolina Serena         | Ascanio Tommy             | Carolina Serena               | Serena Tommy            | Secondo classificato (Giorno 106) | Secondo classificato (Giorno 106) | 16                          |
| Katia       | Carolina              | Niente nomination        | Domenico Romina          | Carolina Ilaria           | Carolina Domenico               | Carolina Domenico Ilaria   | Ilaria Robert               | Ascanio Robert Tommy     | Bruno Tommy             | Serena Tommy              | Carolina Tommy                | Serena Tommy            | Terza classificata (Giorno 106)   | Terza classificata (Giorno 106)   | 12                          |
| Tommy       | Carmen                | Niente nomination        | Patrick Romina           | Ilaria Serena             | Erika Ilaria                    | Carolina Domenico Ilaria   | Ilaria Serena               | Katia Patrick Serena     | Katia Serena            | Patrick Serena            | Katia Serena                  | Katia Serena            | Eliminato (Giorno 99)             | Eliminato (Giorno 99)             | 20                          |
| Carolina    | Nessuno               | Niente nomination        | Erika Letizia            | Erika Letizia             | Ascanio Erika                   | Ascanio Bruno Domenico     | Ascanio Tommy               | Ascanio Robert Tommy     | Ascanio Bruno           | Ascanio Patrick           | Katia Patrick                 | Eliminata (Giorno 92)   | Eliminata (Giorno 92)             | Eliminata (Giorno 92)             | 25                          |
| Ascanio     | Non in casa           | Niente nomination        | Patrick Romina           | Ilaria Serena             | Carolina Ilaria                 | Carolina Domenico Ilaria   | Carolina Serena             | Carolina Patrick Serena  | Carolina Patrick        | Patrick Serena            | Eliminato (Giorno 85)         | Eliminato (Giorno 85)   | Eliminato (Giorno 85)             | Eliminato (Giorno 85)             | 16                          |
| Bruno       | Carmen                | Niente nomination        | Patrick Romina           | Ilaria Serena             | Domenico Ilaria                 | Carolina Domenico Ilaria   | Carolina Ilaria             | Carolina Katia Serena    | Carolina Serena         | Eliminato (Giorno 78)     | Eliminato (Giorno 78)         | Eliminato (Giorno 78)   | Eliminato (Giorno 78)             | Eliminato (Giorno 78)             | 6                           |
| Robert      | Carmen                | Niente nomination        | Patrick Romina           | Carolina Ilaria           | Carolina Ilaria                 | Ilaria Katia Serena        | Katia Serena                | Carolina Katia Serena    | Eliminato (Giorno 64)   | Eliminato (Giorno 64)     | Eliminato (Giorno 64)         | Eliminato (Giorno 64)   | Eliminato (Giorno 64)             | Eliminato (Giorno 64)             | 16                          |
| Ilaria      | Carmen                | Niente nomination        | Erika Letizia            | Erika Letizia             | Ascanio Tommy                   | Ascanio Katia Tommy        | Ascanio Tommy               | Eliminata (Giorno 50)    | Eliminata (Giorno 50)   | Eliminata (Giorno 50)     | Eliminata (Giorno 50)         | Eliminata (Giorno 50)   | Eliminata (Giorno 50)             | Eliminata (Giorno 50)             | 24                          |
| Domenico    | Carmen                | Niente nomination        | Patrick Romina           | Erika Letizia             | Erika Serena                    | Carolina Katia Serena      | Eliminato (Giorno 43)       | Eliminato (Giorno 43)    | Eliminato (Giorno 43)   | Eliminato (Giorno 43)     | Eliminato (Giorno 43)         | Eliminato (Giorno 43)   | Eliminato (Giorno 43)             | Eliminato (Giorno 43)             | 14                          |
| Erika       | Carmen                | Niente nomination        | Carolina Tommy           | Carolina Ilaria           | Domenico Ilaria                 | Eliminata (Giorno 36)      | Eliminata (Giorno 36)       | Eliminata (Giorno 36)    | Eliminata (Giorno 36)   | Eliminata (Giorno 36)     | Eliminata (Giorno 36)         | Eliminata (Giorno 36)   | Eliminata (Giorno 36)             | Eliminata (Giorno 36)             | 9                           |
| Letizia     | Carolina              | Niente nomination        | Domenico Romina          | Carolina Ilaria           | Eliminata (Giorno 29)           | Eliminata (Giorno 29)      | Eliminata (Giorno 29)       | Eliminata (Giorno 29)    | Eliminata (Giorno 29)   | Eliminata (Giorno 29)     | Eliminata (Giorno 29)         | Eliminata (Giorno 29)   | Eliminata (Giorno 29)             | Eliminata (Giorno 29)             | 7                           |
| Romina      | Non in casa           | Non in casa              | Erika Ilaria             | Eliminata (Giorno 22)     | Eliminata (Giorno 22)           | Eliminata (Giorno 22)      | Eliminata (Giorno 22)       | Eliminata (Giorno 22)    | Eliminata (Giorno 22)   | Eliminata (Giorno 22)     | Eliminata (Giorno 22)         | Eliminata (Giorno 22)   | Eliminata (Giorno 22)             | Eliminata (Giorno 22)             | 7                           |
| Renato      | Non in casa           | Niente nomination        | Eliminato (Giorno 8)     | Eliminato (Giorno 8)      | Eliminato (Giorno 8)            | Eliminato (Giorno 8)       | Eliminato (Giorno 8)        | Eliminato (Giorno 8)     | Eliminato (Giorno 8)    | Eliminato (Giorno 8)      | Eliminato (Giorno 8)          | Eliminato (Giorno 8)    | Eliminato (Giorno 8)              | Eliminato (Giorno 8)              | 0                           |
| Carmen      | Nessuno               | Eliminata (Giorno 1)     | Eliminata (Giorno 1)     | Eliminata (Giorno 1)      | Eliminata (Giorno 1)            | Eliminata (Giorno 1)       | Eliminata (Giorno 1)        | Eliminata (Giorno 1)     | Eliminata (Giorno 1)    | Eliminata (Giorno 1)      | Eliminata (Giorno 1)          | Eliminata (Giorno 1)    | Eliminata (Giorno 1)              | Eliminata (Giorno 1)              | 0                           |
| Annotazioni | Vedi Nota 1           | Vedi Nota 2              | Nessuna                  | Vedi Nota 3               | Vedi Nota 4                     | Nessuna                    | Nessuna                     | Vedi Nota 5              | Vedi Nota 6             | Vedi Nota 7               | Vedi Nota 8                   | Nessuna                 | Nessuna                           | Nessuna                           |                             |
| Nominati    | Carmen Carolina       | Ascanio Renato           | Patrick Romina           | Ilaria Letizia            | Ascanio Carolina Domenico Erika | Carolina Domenico Ilaria   | Ascanio Ilaria Serena Tommy | Ascanio Robert Serena    | Bruno Carolina          | Ascanio Patrick Serena    | Carolina Patrick Serena Tommy | Serena Tommy            | Katia Patrick Serena              | Katia Patrick Serena              |                             |
| Ritirati    |                       |                          |                          |                           |                                 |                            |                             |                          |                         |                           |                               |                         |                                   |                                   |                             |
| Espulsi     |                       |                          |                          |                           |                                 |                            |                             |                          |                         |                           |                               |                         |                                   |                                   |                             |
| Eliminati   | Carmen 7 voti (su 10) | Renato 69% per eliminare | Romina 83% per eliminare | Letizia 68% per eliminare | Erika 39% per eliminare         | Domenico 48% per eliminare | Ilaria 49% per eliminare    | Robert 48% per eliminare | Bruno 54% per eliminare | Ascanio 75% per eliminare | Carolina 48% per eliminare    | Tommy 68% per eliminare | Katia 5% (su 3)                   | Patrick 32% (su 3)                |                             |
| Eliminati   | Carmen 7 voti (su 10) | Renato 69% per eliminare | Romina 83% per eliminare | Letizia 68% per eliminare | Erika 39% per eliminare         | Domenico 48% per eliminare | Ilaria 49% per eliminare    | Robert 48% per eliminare | Bruno 54% per eliminare | Ascanio 75% per eliminare | Carolina 48% per eliminare    | Tommy 68% per eliminare | Serena 63% per vincere            |                                   |                             |

- Nota 1: Carolina e Carmen sono nominate d'ufficio dal Grande Fratello; gli altri concorrenti scelgono chi eliminare.
- Nota 2: Nessuna nomination nella seconda puntata, Ascanio e Renato sono direttamente al televoto per scelta del Grande Fratello.
- Nota 3: Carolina è la migliore della settimana e salva se stessa dalla nomination.
- Nota 4: Domenico è il migliore della settimana e salva Ilaria dalla nomination.
- Nota 5: Carolina è la migliore della settimana e salva se stessa dalla nomination.
- Nota 6: Serena è la migliore della settimana e salva se stessa dalla nomination.
- Nota 7: Ascanio è il migliore della settimana e salva Tommy dalla nomination.
- Nota 8: Katia è la migliore della settimana e salva se stessa dalla nomination.

## Episodi di particolare rilievo
- Dalla quarta edizione possono ufficialmente entrare nella casa persone che hanno già avuto esperienze televisive (anche se durante le precedenti edizioni il programma Striscia la notizia aveva già mostrato concorrenti che avevano partecipato in precedenza ad altri programmi televisivi, come Eleonora Daniele a un concorso di bellezza e Roberta Beta a La ruota della fortuna).
- Per la prima volta il programma va in onda 24 ore su 24 sulla piattaforma satellitare Sky, che ha sostituito le due vecchie pay tv Tele+ e Stream. Viene aperto un canale dedicato, SKY Canale 109. Ed inoltre, il Grande Fratello 4 può essere visto anche sul videofonino.
- Per la prima volta entrano nella casa una coppia di padre e figlia (Domenico Turi e Ilaria Turi).
- Viene introdotta la stanza delle sorprese.
- È stata la prima edizione con una durata superiore ai 100 giorni.
- L'edizione è stata vinta da Serena Garitta (poi inviata per Lucignolo, in seguito de La vita in diretta e poi per Pomeriggio cinque, Domenica cinque e Domenica Live). Patrick Ray Pugliese, arrivato 2º, è diventato per alcuni anni inviato di Striscia la notizia, consegnatore ufficiale del "Gongolo".
- Tommaso Vianello, arrivato 4º rimanendo 99 giorni nella casa, ha continuato la sua promettente carriera nella house music diventando un affermato deejay, con il nome d'arte Tommy Vee.
- All'antitesi della suite viene inserito in quest'edizione il tugurio, cui dovrà accedere in compagnia di un altro concorrente colui che si è impegnato di meno nella prova settimanale. La stanza è un luogo squallido in cui i concorrenti devono svolgere un lavoro di fatica in condizioni difficili.
- Per la prima volta una storia d'amore nata all'interno della Casa sfocia nel matrimonio: è il caso di Ascanio Pacelli, pronipote di papa Pio XII, e Katia Pedrotti, che si sono sposati il 30 aprile 2005 e hanno avuto due figli: Matilda nata nel 2007 e Tancredi nato nel 2013.
- La puntata di giovedì 4 marzo di questa edizione del Grande Fratello, con ospiti il trio musicale dei Ricchi e Poveri che ha cantato con i concorrenti, è stata la prima trasmissione nella storia della televisione italiana capace di battere in ascolti una serata del Festival di Sanremo con 8 334 000 e il 32,26%.
- La finale del 6 maggio 2004 è stata seguita da 11 159 000 telespettatori, con il 45,38% di share.
- La seconda e la quarta edizione sono le più seguite dopo la prima con una media di 8 444 000 ascoltatori e il 33,91% di share medio.

## Ascolti
| Puntata    | Messa in onda    | Telespettatori | Share  |
| ---------- | ---------------- | -------------- | ------ |
| 1          | 22 gennaio 2004  | 9 349 000      | 38,62% |
| 2          | 29 gennaio 2004  | 7 862 000      | 30,13% |
| 3          | 6 febbraio 2004  | 7 277 000      | 28,61% |
| 4          | 12 febbraio 2004 | 6 773 000      | 24,80% |
| 5          | 19 febbraio 2004 | 8 227 000      | 32,56% |
| 6          | 26 febbraio 2004 | 8 564 000      | 33,41% |
| 7          | 4 marzo 2004     | 8 301 000      | 32,00% |
| 8          | 11 marzo 2004    | 8 143 000      | 33,34% |
| 9          | 18 marzo 2004    | 8 243 000      | 33,81% |
| 10         | 25 marzo 2004    | 8 396 000      | 32,03% |
| 11         | 1º aprile 2004   | 8 928 000      | 34,58% |
| 12         | 8 aprile 2004    | 7 698 000      | 32,41% |
| 13         | 15 aprile 2004   | 8 978 000      | 35,36% |
| 14         | 22 aprile 2004   | 8 654 000      | 38,18% |
| Semifinale | 29 aprile 2004   | 8 544 000      | 37,04% |
| Finale     | 6 maggio 2004    | 11 159 000     | 45,38% |
| Media      | Media            | 8 443 000      | 33,89% |